# Chassalia minor
Chassalia minor är en måreväxtart som beskrevs av Henry Nicholas Ridley. Chassalia minor ingår i släktet Chassalia och familjen måreväxter. Inga underarter finns listade i Catalogue of Life.